# Picos (tiểu vùng)
Picos là một tiểu vùng thuộc bang Piauí, Brasil. Tiều vùng này có diện tích 10338 km², dân số năm 2007 là 185200 người.